# Bree (nome)
Bree  è un nome proprio di persona irlandese femminile.

## Origine e diffusione
È una forma anglicizzata del nome irlandese Brígh che significa "potere", "alto", oppure deriva da Bríghe, diminutivo di Brighid, che è una forma irlandese di Brigida che significa "esaltata".
Costituisce inoltre un ipocoristico di Brianna e Sabrina.

## Onomastico
Non esistono sante che portano questo nome, quindi è adespota. L'onomastico può essere festeggiato in occasione di Ognissanti, il 1º novembre.

## Persone

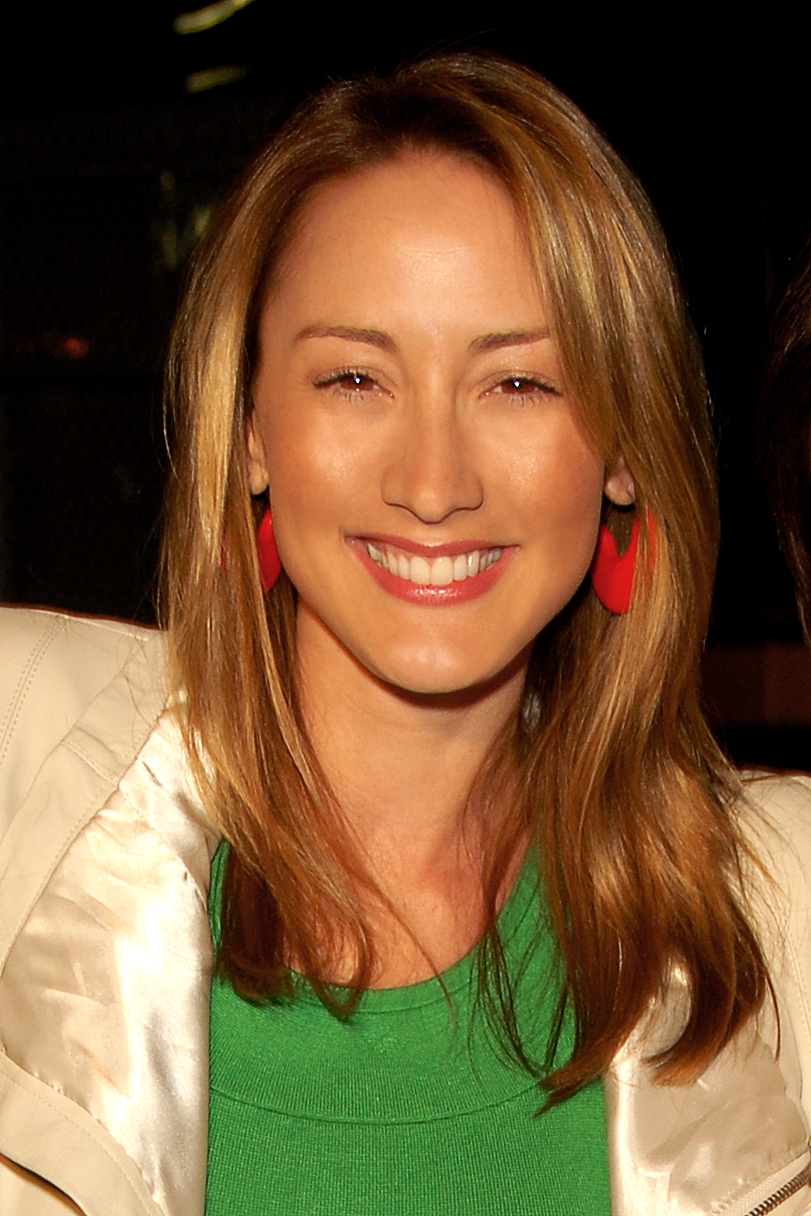
Bree Turner

- Bree Olson, pornoattrice statunitense
- Bree Joanna Alice Robinson, vero nome di Brody Dalle, cantante e chitarrista australiana
- Bree Turner, attrice statunitense

## Il nome nelle arti
- Bree è un personaggio della serie animata Finalmente weekend!.
- Bree è un personaggio del film del 2009 Venerdì 13, diretto da Marcus Nispel.
- Bree è un personaggio del film del 2000 Il dottor T e le donne, diretto da Robert Altman.
- Bree è un personaggio del videogioco The Sims FreePlay.
- Bree Anderson è un personaggio del film del 1993 Accerchiato, diretto da Robert Harmon.
- Bree Blatt è un personaggio del film del 2008 Another Cinderella Story, diretto da Damon Santostefano.
- Bree Buckley è un personaggio della serie televisiva Gossip Girl.
- Bree Daniels è un personaggio del film del 1971 Una squillo per l'ispettore Klute, diretto da Alan J. Pakula.
- Bree Daniels (il nome è ispirato a quella precedente) è un personaggio della serie a fumetti Dylan Dog.
- Bree Osbourne è un personaggio del film del 2005 Transamerica, diretto da Duncan Tucker.
- Bree Tanner è un personaggio del romanzo di Stephenie Meyer La breve seconda vita di Bree Tanner.
- Bree Van de Kamp è un personaggio della serie televisiva Desperate Housewives.